# セグリゲーション (社会現象)
セグリゲーション（英語: segregation）とは、異なる人種・民族・言語・宗教などの属性をもつ人々が共存する社会において発生する、居住地域分化現象のことである。このとき、少数派集団の居住地は一様に分布しなくなる。

## 原因
セグリゲーションの原因として、少数派集団が主流集団から締め出しや差別を受けることが挙げられる。締め出しとして、主流集団は少数派集団の転入を阻止しようとする。転入の阻止に失敗した場合は、主流集団が当該地域から転出することもあり、その結果、当該地域は少数派集団に支配されていく。
なお、少数派集団は特定地域に集住する（コングリゲーション）が、これには、主流集団による差別からの防衛、少数派集団どうしでの相互支援、少数派集団での文化維持、少数派集団による主流集団への攻撃といった意味がある。

## 指標
セグリゲーションの進行度合いを示す指標として非類似係数が挙げられる。非類似係数は、2集団の分布の差異を数値化する。非類似係数{\displaystyle D}は以下の式で表される（ただし{\displaystyle x_{i}}・{\displaystyle y_{i}}は単位地域{\displaystyle i}における集団X・Yの人口）。
{\displaystyle D={\frac {1}{2}}\sum _{i}^{n}\left|{\frac {x_{i}}{\sum _{i}^{n}x_{i}}}-{\frac {y_{i}}{\sum _{i}^{n}y_{i}}}\right|}
ただし、非類似係数には欠点もあるため、general spatial segregation indexなどの別の係数も提唱されている。

## 用語
セグリゲーションを日本語に翻訳する際の定訳はない。社会学では「隔離」・「凝離」、地理学では「居住差別」・「住み分け現象」・「隔離」などの語が充てられてきた。山下清海は、今西錦司の提唱したすみわけ（棲み分け・住み分け）の概念を人間社会にも当てはめることができると考え、「すみわけ」を採用した。

## 人文地理学における研究
人文地理学もしくは社会地理学における少数派集団のセグリゲーション研究では、セグリゲーションの空間的パターンをもとに実態や変化を解明する研究のほか、セグリゲーションの発生プロセスや要因を解明する研究がある。